# Mura di Hexamilion

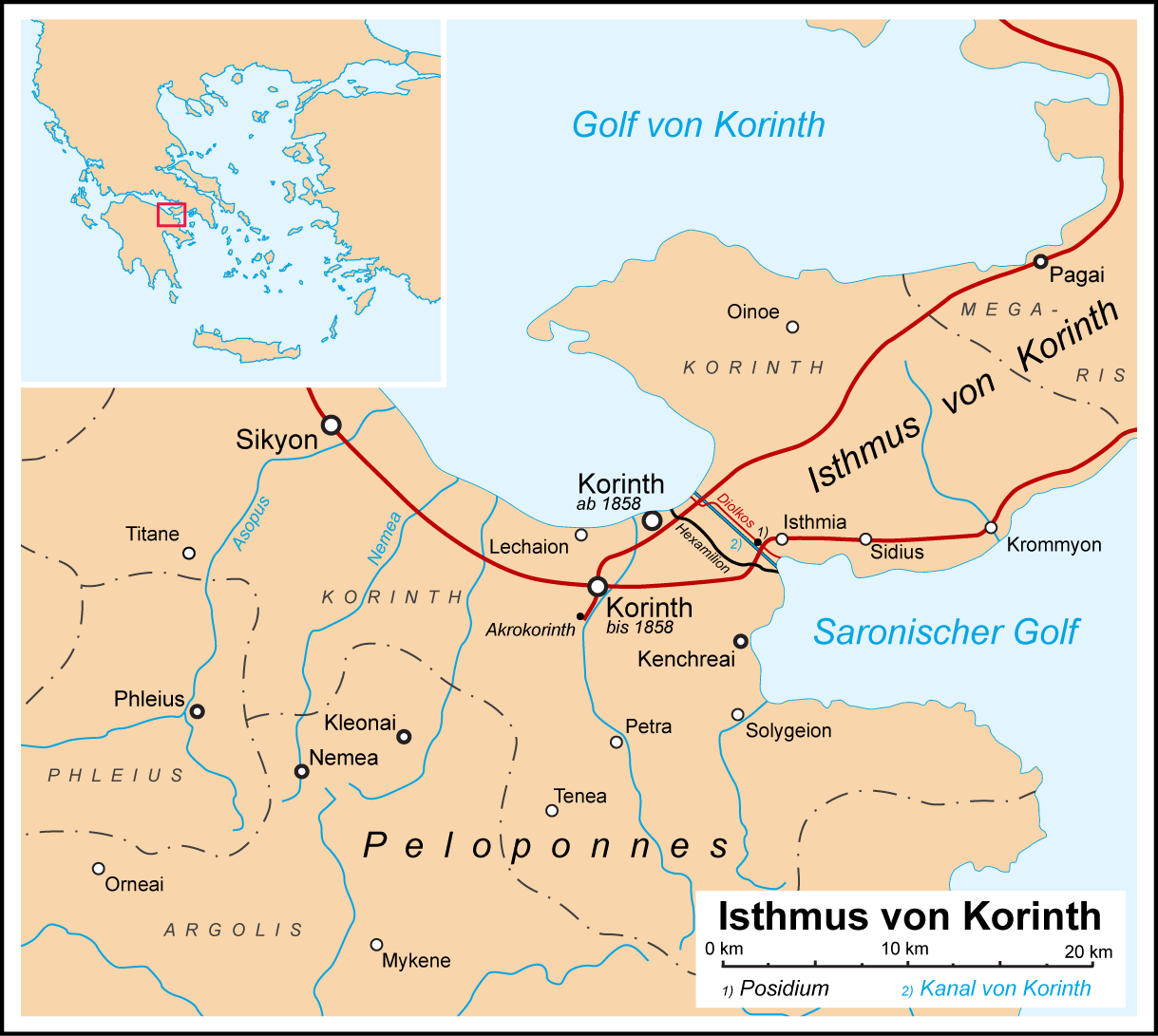
Posizione geografica delle mura di Hexamilion.

Le mura di Hexamilion, o più semplicemente examilion (dal greco ἑξαμίλιον, che significa «sei miglia»), sono state una fortificazione di circa 10 km di lunghezza, che si svilupparono sull'Istmo di Corinto (Grecia) e che furono fatte erigere dall'imperatore Teodosio II per far fronte alle invasioni barbariche del V secolo.
L'imperatore Manuele II Paleologo le fece parzialmente ricostruire a partire dal 1415, durante un suo lungo soggiorno in Morea, per fare in modo di proteggere la regione dagli attacchi dei Latini che risiedevano ancora ad Atene dal periodo della quarta crociata, e soprattutto da quelli degli Ottomani.
L'Hexamilion, che era costato ingenti spese al moribondo impero bizantino del XV secolo, fu distrutto una prima volta nel 1423 da Murad II, ma ricostruito alcuni anni dopo dal despota Costantino Dragazes, futuro Costantino XI Paleologo, ultimo imperatore di Costantinopoli e dell'Impero romano.

## Storia
L'Hexamilion coronò una serie di tentativi di fortificare l'istmo che probabilmente risalgono all'epoca micenea (tra il 1600 ed il 1000 a.C.). Secondo Erodoto, quando Serse invase la Grecia nel 480 a.C., molte città del Peloponneso avrebbero preferito proteggere e fortificare l'istmo invece di opporre resistenza alle Termopili.
Le mura di Hexamilion furono erette fra il 408 ed il 450, durante il regno di Teodosio II, mentre nell'impero romano imperversavano le invasioni barbariche. L'attacco di Alarico I alla Grecia del 396 o il sacco di Roma da parte dei Visigoti del 410 possono averne motivata la costruzione, che comprendeva torri, bastioni marini e almeno una fortezza. La sola fortezza conosciuta aveva due porte, settentrionale e meridionale, la seconda delle quali fungeva da ingresso formale al Peloponneso. Le mura furono costruite con malta e pietrisco al centro e pietra squadrata ai lati. Non è noto quanto tempo fu impiegato per completare l'opera, ma l'importanza ad essa attribuita è evidente dalle dimensioni della medesima: l'Hexamilion è la più grossa struttura archeologica greca del periodo bizantino. Ogni struttura della regione fu cannibalizzata per recuperarne materiali, sia per incorporarli nella struttura della nuova opera, come fu per il tempio di Poseidone a Isthmia, sia per ricavarne calce tramite calcinazione al fuoco, come fu per il santuario di Era a Perachora e per altre antiche statue di Corinto.
Sotto Giustiniano I, le mura furono fortificate con torri addizionali che raggiunsero così il numero di 153. L'utilizzo militare pare essere terminato verso il VII secolo e per i quattro secoli successivi vi furono erette all'interno strutture ad uso privato.
Sotto il despota Teodoro II Paleologo (1407–1443), figlio di Manuele II Paleologo, le mura furono ripristinate. L'Hexamilion, che era costato ingenti spese al moribondo impero bizantino del XV secolo, fu distrutto una prima volta nel 1423 da Murad II, e ricostruito alcuni anni dopo dal despota Costantino Dragazes, futuro Costantino XI Paleologo ultimo imperatore di Costantinopoli. Il 10 dicembre del 1446 l'Hexamilion fu espugnato e distrutto un'ultima volta dai potenti cannoni turchi di nuova concezione. La conquista definitiva del Peloponneso fu completata 14 anni dopo la caduta di quest'ultima opera difensiva.
I resti delle mura sono visibili a sud del Canale di Corinto.

## Galleria d'immagini

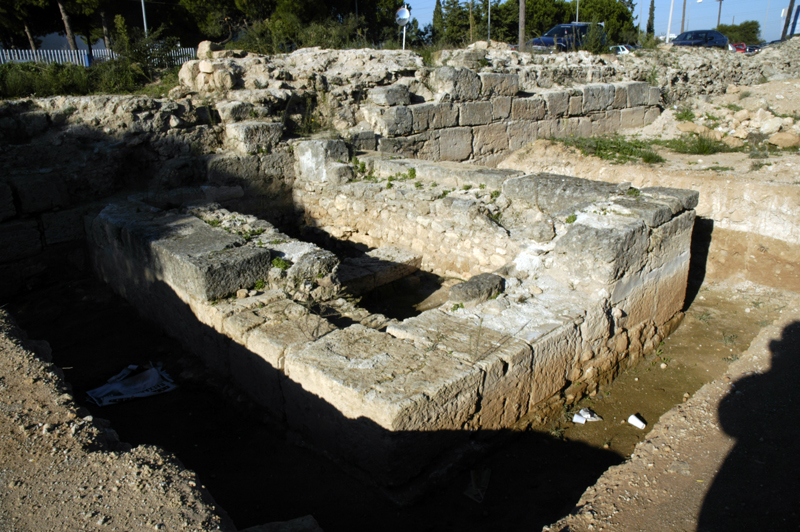
Una porzione di muro con la base di una torre.
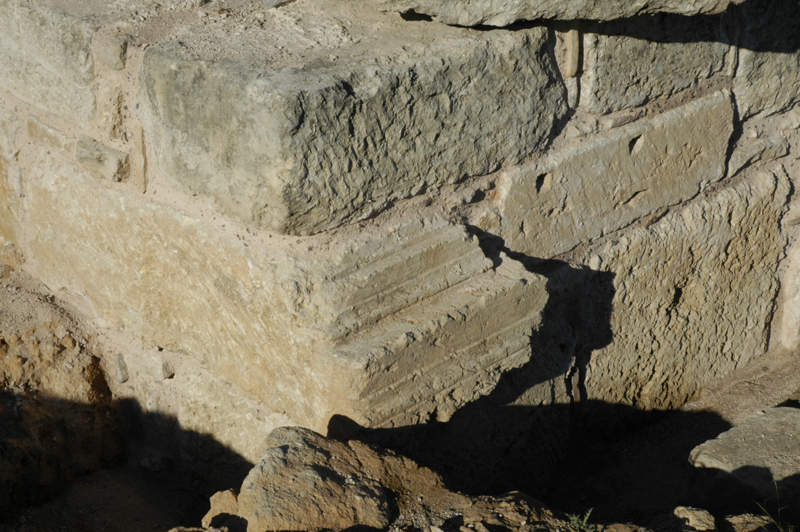
Dettaglio della fondazione della torre che mostra il riuso di un elemento architettonici a rilievi (architrave?).
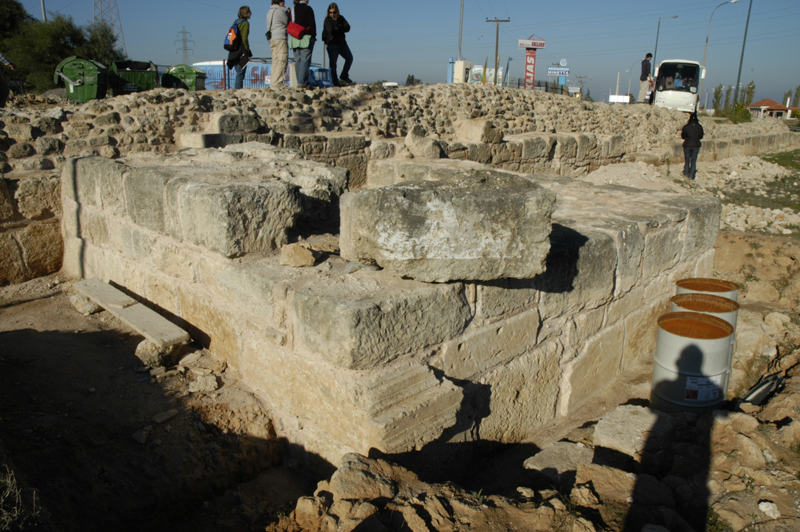
Sezione del muro a nordovest.
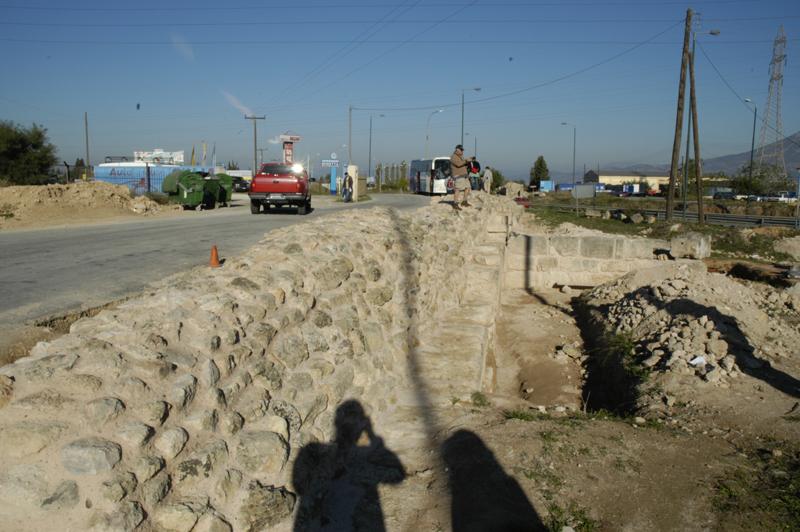
Vista lungo l'asse del muro che mette in evidenza il riempimento di pietrisco fissato con malta.
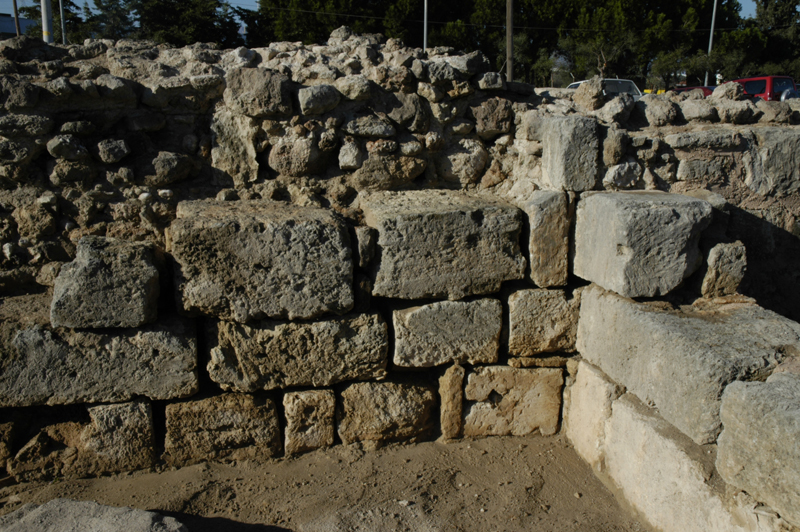
Dettaglio della costruzione che mette in evidenza il riempimento interno e i paramenti esterni di pietra squadrata tipici della muratura a sacco.